# Bettina Popp
Bettina Popp (* 6. September 1957) ist eine ehemalige deutsche Sprinterin, die sich auf den 400-Meter-Lauf spezialisiert hatte und für die DDR startete.

## Karriere
Beim Leichtathletik-Weltcup 1977 in Düsseldorf siegte sie mit der DDR-Mannschaft in der 4-mal-400-Meter-Staffel.
Bei den DDR-Meisterschaften wurde sie 1977 Dritte. 1978 wurde sie DDR-Vizemeisterin in der Halle.
Bettina Popp startete für den SC DHfK Leipzig.

## Persönliche Bestzeiten
- 200 m: 23,60 s, 27. August 1977, Halle
- 400 m: 51,62 s, 7. August 1977, Dresden
- 800 m: 2:07,6 min, 2. Mai 1976, Leipzig

| Personendaten    | Personendaten       |
| ---------------- | ------------------- |
| NAME             | Popp, Bettina       |
| KURZBESCHREIBUNG | deutsche Sprinterin |
| GEBURTSDATUM     | 6. September 1957   |